# Pont dels Moros I (Deltebre)
El Pont dels Moros I, també anomenat pont del Rei, és una obra neoclàssica de Deltebre (Baix Ebre) inclosa a l'Inventari del Patrimoni Arquitectònic de Catalunya.

## Descripció
El pont és una mena d'arc de triomf placat amb carreus de pedra i reomplert de dintre amb còdols i argamassa. Segurament tenia àtic o qualsevol altra part superior.La seva funció podria ésser de resclosa per a regular el pas de l'aigua d'un canal de navegació -a semblança del canal dels Alfacs- o bé per regular l'aigua d'unes salines.
L'any 2002 va ser traslladat de lloc i reconstruït a la rotonda d'entrada de la urbanització Riumar.